# Cadolto Modulbau
Die Cadolto Modulbau GmbH mit Sitz in Krölpa ist ein Hersteller von Gebäuden in Modulbauweise an einem Standort in Krölpa, Thüringen.

## Geschichte
Cadolto wurde im Jahr 1890 als Wagnerei gegründet und im Laufe der Jahre zum Hersteller von Containern und schließlich von Raummodulen. Es existiert ein Werk in Krölpa in Thüringen. Im Dezember 2017 musste das Werk in Krölpa, in dem hauptsächlich Gebäude für Mobilfunk-Basisstationen gefertigt werden, Insolvenz anmelden.  Seit 2018 gehört Cadolto zum Zech-Konzern.
Der Standort in Cadolzburg wurde zum 31. März 2025 komplett geschlossen, alle Mitarbeiter wurden entlassen. Der Wettbewerb war zu stark.

## Produkte
Das Unternehmen fertigte Gebäude in Modulbauweise. 